# Premiul Nebula pentru cea mai bună nuveletă
Premiul Nebula pentru cea mai bună nuveletă este acordat anual din 1966.

## Lista câștigătorilor
- „The Doors of His Face, The Lamps of His Mouth” de Roger Zelazny (1966)
- „Call Him Lord” de Gordon R. Dickson (1967)
- „Dând cu babaroasele” de Fritz Leiber (1968)
- „Mother to the World” de Richard Wilson (1969)
- „Timpul considerat ca o spirală de pietre semiprețioase” de Samuel R. Delany (1970)
- „Sculptură lentă” de Theodore Sturgeon (1971)
- „The Queen of Air and Darkness” de Poul Anderson (1972)
- „Goat Song” de Poul Anderson (1973)
- „Of Mist, and Grass, and Sand” de Vonda N. McIntyre (1974)
- „If the Stars Are Gods” de Gordon Eklund și Gregory Benford (1975)
- „San Diego Lightfoot Sue” de Tom Reamy (1976)
- „The Bicentennial Man” de Isaac Asimov (1977)
- „The Screwfly Solution” de Alice Sheldon (1978)
- „A Glow of Candles, a Unicorn's Eye” de Charles L. Grant (1979)
- „Regii nisipurilor” de George R. R. Martin (1980)
- „The Ugly Chickens” de Howard Waldrop (1981)
- „The Quickening” de Michael Bishop (1982)
- „Cei care pândesc focul” de Connie Willis (1983)
- „Blood Music” de Greg Bear (1984)
- „Bloodchild” de Octavia Butler (1985)
- „Portraits of His Children” de George R. R. Martin (1986)
- „The Girl who Fell into the Sky„ de Kate Wilhelm (1987)
- „Rachel in Love” de Pat Murphy (writer) (1988)
- „Schrödinger's Kitten” de George Alec Effinger (1989)
- „At the Rialto” de Connie Willis (1990)
- „Turnul din Babilon” de Ted Chiang (1991)
- „Guide Dog” de Michael Conner (1992)
- „Danny Goes to Mars” de Pamela Sargent (1993)
- „Georgia on My Mind” de Charles Sheffield (1994)
- „The Martian Child” de David Gerrold (1995)
- „Solitude” de Ursula K. Le Guin (1996)
- „Lifeboat on a Burning Sea” de Bruce Holland Rogers (1997)
- „The Flowers of Adult Prison” de Nancy Kress (1998)
- „Lost Girls„ de Jane Yolen (1999)
- „'Mars is No Place for Children” de Mary Turzillo (2000)
- „Daddy's World” de Walter Jon Williams (2001)
- „Louise's Ghost” de Kelly Link (2002)
- „Iadul e acolo unde nu există Dumnezeu” de Ted Chiang (2003)
- „The Empire of Ice Cream” de Jeffrey Ford (2004)
- „Basement Magic” de Ellen Klages (2005)
- „Geanta fermecată” de Kelly Link (2006)
- „Two Hearts” de Peter S. Beagle (2007)
- „The Merchant and the Alchemist's Gate” de Ted Chiang (2008)
- „Pride and Prometheus” de John Kessel (2009)
- „Sinner, Baker, Fabulist, Priest; Red Mask, Black Mask, Gentleman, Beast” de Eugie Foster (2010)
- „That Leviathan, Whom Thou Hast Made” de Eric James Stone (2011)
- „Ce am descoperit” de Geoff Ryman (2012)
- „Close Encounters” de Andy Duncan (2013)
- „The Waiting Stars” de Aliette de Bodard (2014)
- „A Guide to the Fruits of Hawai'i” de Alaya Dawn Johnson (2015)
- „Our Lady of the Open Road” de Sarah Pinsker (2016)
- „The Long Fall Up” de William Ledbetter (2017)
- „A Human Stain” de Kelly Robson (2018)
- „The Only Harmless Great Thing” de Brooke Bolander (2019)

## Lista nominalizărilor
| An   | Autor(i)                | Nuveletă                                                                           | Editură sau publicație                                          | Ref.   |
| ---- | ----------------------- | ---------------------------------------------------------------------------------- | --------------------------------------------------------------- | ------ |
| 1966 | Roger Zelazny*          | "The Doors of His Face, The Lamps of His Mouth"                                    | The Magazine of Fantasy & Science Fiction                       | [ 1 ]  |
| 1966 | James Blish             | "The Shipwrecked Hotel"                                                            | Galaxy Science Fiction                                          | [ 1 ]  |
| 1966 | Norman L. Knight        | "The Shipwrecked Hotel"                                                            | Galaxy Science Fiction                                          | [ 1 ]  |
| 1966 | Jonathan Brand          | "Vanishing Point"                                                                  | If                                                              | [ 1 ]  |
| 1966 | Thomas M. Disch         | "102 H-Bombs"                                                                      | Fantastic                                                       | [ 1 ]  |
| 1966 | R. C. Fitzpatrick       | "Half a Loaf"                                                                      | Analog Science Fact & Fiction                                   | [ 1 ]  |
| 1966 | Joseph Green            | "The Decision Makers"                                                              | Galaxy Science Fiction                                          | [ 1 ]  |
| 1966 | Norman Kagan            | "At the Institute"                                                                 | Worlds of Tomorrow                                              | [ 1 ]  |
| 1966 | Norman Kagan            | "The Earth Merchants"                                                              | The Magazine of Fantasy & Science Fiction                       | [ 1 ]  |
| 1966 | Norman Kagan            | "Laugh Along with Franz"                                                           | Galaxy Science Fiction                                          | [ 1 ]  |
| 1966 | Michael Karageorge      | "The Life of Your Time"                                                            | Analog Science Fact & Fiction                                   | [ 1 ]  |
| 1966 | Fritz Leiber            | "Four Ghosts In Hamlet"                                                            | The Magazine of Fantasy & Science Fiction                       | [ 1 ]  |
| 1966 | E. Clayton McCarty      | "Small One"                                                                        | If                                                              | [ 1 ]  |
| 1966 | Mack Reynolds           | "The Adventure of the Extraterrestrial"                                            | Analog Science Fact & Fiction                                   | [ 1 ]  |
| 1966 | Fred Saberhagen         | "Masque of the Red Shift"                                                          | If                                                              | [ 1 ]  |
| 1966 | James H. Schmitz        | "Goblin Night"                                                                     | Analog Science Fact & Fiction                                   | [ 1 ]  |
| 1966 | James H. Schmitz        | "Planet of Forgetting"                                                             | Galaxy Science Fiction                                          | [ 1 ]  |
| 1966 | J. W. Schutz            | "Maiden Voyage"                                                                    | The Magazine of Fantasy & Science Fiction                       | [ 1 ]  |
| 1966 | Robert Sheckley         | "Shall We Have a Little Talk?"                                                     | Galaxy Science Fiction                                          | [ 1 ]  |
| 1966 | William Tenn            | "The Masculinist Revolt"                                                           | The Magazine of Fantasy & Science Fiction                       | [ 1 ]  |
| 1967 | Gordon R. Dickson*      | "Call Him Lord"                                                                    | Analog Science Fact & Fiction                                   | [ 2 ]  |
| 1967 | Robert M. Green, Jr.    | "Apology to Inky"                                                                  | The Magazine of Fantasy & Science Fiction                       | [ 2 ]  |
| 1967 | Charles L. Harness      | "An Ornament to His Profession"                                                    | Analog Science Fact & Fiction                                   | [ 2 ]  |
| 1967 | Hayden Howard           | "The Eskimo Invasion"                                                              | Galaxy Science Fiction                                          | [ 2 ]  |
| 1967 | Roger Zelazny           | "This Moment of the Storm"                                                         | The Magazine of Fantasy & Science Fiction                       | [ 2 ]  |
| 1968 | Fritz Leiber*           | "Gonna Roll the Bones"                                                             | Dangerous Visions                                               | [ 3 ]  |
| 1968 | Harlan Ellison          | "Pretty Maggie Moneyeyes"                                                          | Knight                                                          | [ 3 ]  |
| 1968 | Larry Niven             | "Flatlander"                                                                       | If                                                              | [ 3 ]  |
| 1968 | Roger Zelazny           | "The Keys to December"                                                             | New Worlds                                                      | [ 3 ]  |
| 1968 | Roger Zelazny           | "This Mortal Mountain"                                                             | If                                                              | [ 3 ]  |
| 1969 | Richard Wilson*         | "Mother to the World"                                                              | Orbit 3 (G. P. Putnam's Sons)                                   | [ 4 ]  |
| 1969 | Brian W. Aldiss         | "Total Environment"                                                                | Galaxy Science Fiction                                          | [ 4 ]  |
| 1969 | Poul Anderson           | "The Sharing of Flesh"                                                             | Galaxy Science Fiction                                          | [ 4 ]  |
| 1969 | James Gunn              | "The Listeners"                                                                    | Galaxy Science Fiction                                          | [ 4 ]  |
| 1969 | H. H. Hollis            | "The Guerrilla Trees"                                                              | If                                                              | [ 4 ]  |
| 1969 | Keith Laumer            | "Once There Was a Giant"                                                           | The Magazine of Fantasy & Science Fiction                       | [ 4 ]  |
| 1969 | Barry N. Malzberg       | "Final War"                                                                        | The Magazine of Fantasy & Science Fiction                       | [ 4 ]  |
| 1970 | Samuel R. Delany*       | "Time Considered as a Helix of Semi-Precious Stones"                               | New Worlds                                                      | [ 5 ]  |
| 1970 | Gregory Benford         | "Deeper than the Darkness"                                                         | The Magazine of Fantasy & Science Fiction                       | [ 5 ]  |
| 1970 | Ursula K. Le Guin       | "Nine Lives"                                                                       | Playboy                                                         | [ 5 ]  |
| 1970 | Norman Spinrad          | "The Big Flash"                                                                    | Orbit 5 (G. P. Putnam's Sons)                                   | [ 5 ]  |
| 1971 | Theodore Sturgeon*      | "Slow Sculpture"                                                                   | Galaxy Science Fiction                                          | [ 6 ]  |
| 1971 | Thomas M. Disch         | "The Asian Shore"                                                                  | Orbit 6 (G. P. Putnam's Sons)                                   | [ 6 ]  |
| 1971 | Gordon Eklund           | "Dear Aunt Annie"                                                                  | Fantastic                                                       | [ 6 ]  |
| 1971 | Gerald Jonas            | "The Shaker Revival"                                                               | Galaxy Science Fiction                                          | [ 6 ]  |
| 1971 | R. A. Lafferty          | "Continued on Next Rock"                                                           | Orbit 7 (G. P. Putnam's Sons)                                   | [ 6 ]  |
| 1971 | Joanna Russ             | "The Second Inquisition"                                                           | Orbit 6 (G. P. Putnam's Sons)                                   | [ 6 ]  |
| 1972 | Poul Anderson*          | "The Queen of Air and Darkness"                                                    | The Magazine of Fantasy & Science Fiction                       | [ 7 ]  |
| 1972 | Gardner Dozois          | "A Special Kind of Morning"                                                        | New Dimensions 1 (Doubleday)                                    | [ 7 ]  |
| 1972 | Edgar Pangborn          | "Mount Charity"                                                                    | Universe 1 (Ace Books)                                          | [ 7 ]  |
| 1972 | Joanna Russ             | "Poor Man, Beggar Man"                                                             | Universe 1 (Ace Books)                                          | [ 7 ]  |
| 1972 | Kate Wilhelm            | "The Encounter"                                                                    | Orbit 8 (G. P. Putnam's Sons)                                   | [ 7 ]  |
| 1973 | Poul Anderson*          | "Goat Song"                                                                        | The Magazine of Fantasy & Science Fiction                       | [ 8 ]  |
| 1973 | Alfred Bester           | "The Animal Fair"                                                                  | The Magazine of Fantasy & Science Fiction                       | [ 8 ]  |
| 1973 | Gardner Dozois          | "A Kingdom by the Sea"                                                             | Orbit 10 (G. P. Putnam's Sons)                                  | [ 8 ]  |
| 1973 | Harlan Ellison          | "Basilisk"                                                                         | The Magazine of Fantasy & Science Fiction                       | [ 8 ]  |
| 1973 | David Gerrold           | "In the Deadlands"                                                                 | With a Finger In My I (Ballantine Books)                        | [ 8 ]  |
| 1973 | William Rotsler         | "Patron of the Arts"                                                               | Universe 2 (Ace Books)                                          | [ 8 ]  |
| 1973 | Kate Wilhelm            | "The Funeral"                                                                      | Again, Dangerous Visions (Doubleday)                            | [ 8 ]  |
| 1974 | Vonda N. McIntyre*      | "Of Mist, and Grass, and Sand"                                                     | Analog Science Fact & Fiction                                   | [ 9 ]  |
| 1974 | Harlan Ellison          | "The Deathbird"                                                                    | The Magazine of Fantasy & Science Fiction                       | [ 9 ]  |
| 1974 | Theodore Sturgeon       | "Case and the Dreamer"                                                             | Galaxy Science Fiction                                          | [ 9 ]  |
| 1974 | James Tiptree, Jr.      | "The Girl Who Was Plugged In"                                                      | New Dimensions 3 (Doubleday)                                    | [ 9 ]  |
| 1975 | Gordon Eklund*          | "If the Stars Are Gods"                                                            | Universe 4 (Random House)                                       | [ 10 ] |
| 1975 | Gregory Benford*        | "If the Stars Are Gods"                                                            | Universe 4 (Random House)                                       | [ 10 ] |
| 1975 | Charles L. Grant        | "The Rest Is Silence"                                                              | The Magazine of Fantasy & Science Fiction                       | [ 10 ] |
| 1975 | Tom Reamy               | "Twilla"                                                                           | The Magazine of Fantasy & Science Fiction                       | [ 10 ] |
| 1976 | Tom Reamy*              | "San Diego Lightfoot Sue"                                                          | The Magazine of Fantasy & Science Fiction                       | [ 11 ] |
| 1976 | Eleanor Arnason         | "The Warlord of Saturn's Moons"                                                    | New Worlds 6 (Sphere Books)                                     | [ 11 ] |
| 1976 | Michael Bishop          | "Blooded on Arachne"                                                               | Epoch (Berkley Books)                                           | [ 11 ] |
| 1976 | Richard Cowper          | "The Custodians"                                                                   | The Magazine of Fantasy & Science Fiction                       | [ 11 ] |
| 1976 | Jack Dann               | "The Dybbuk Dolls"                                                                 | New Dimensions 5 (Harper & Row)                                 | [ 11 ] |
| 1976 | Avram Davidson          | "Polly Charms, the Sleeping Woman"                                                 | The Magazine of Fantasy & Science Fiction                       | [ 11 ] |
| 1976 | Randall Garrett         | "The Final Fighting of Fion Mac Cumhail"                                           | The Magazine of Fantasy & Science Fiction                       | [ 11 ] |
| 1976 | Ursula K. Le Guin       | "The New Atlantis"                                                                 | The New Atlantis (Hawthorn Books)                               | [ 11 ] |
| 1976 | Barry N. Malzberg       | "A Galaxy Called Rome"                                                             | The Magazine of Fantasy & Science Fiction                       | [ 11 ] |
| 1976 | Craig Strete            | "The Bleeding Man"                                                                 | Galaxy Science Fiction                                          | [ 11 ] |
| 1976 | John Varley             | "Retrograde Summer"                                                                | The Magazine of Fantasy & Science Fiction                       | [ 11 ] |
| 1977 | Isaac Asimov*           | "The Bicentennial Man"                                                             | Stellar 2 (Ballantine Books)                                    | [ 14 ] |
| 1977 | Grant Carrington        | "His Hour Upon the Stage"                                                          | Amazing Stories                                                 | [ 14 ] |
| 1977 | Steven Utley            | "Custer's Last Jump"                                                               | Universe 6 (Doubleday)                                          | [ 14 ] |
| 1977 | Howard Waldrop          | "Custer's Last Jump"                                                               | Universe 6 (Doubleday)                                          | [ 14 ] |
| 1977 | John Varley             | "In the Bowl"                                                                      | The Magazine of Fantasy & Science Fiction                       | [ 14 ] |
| 1978 | Alice Sheldon*          | "The Screwfly Solution"                                                            | Analog Science Fact & Fiction                                   | [ 15 ] |
| 1978 | Edward Bryant           | "Particle Theory"                                                                  | Analog Science Fact & Fiction                                   | [ 15 ] |
| 1978 | Fritz Leiber            | "A Rite of Spring"                                                                 | Universe 7 (Doubleday)                                          | [ 15 ] |
| 1978 | George R. R. Martin     | "The Stone City"                                                                   | New Voices in Science Fiction (Macmillan Publishers)            | [ 15 ] |
| 1978 | Carter Scholz           | "The Ninth Symphony of Ludwig van Beethoven and Other Lost Songs"                  | Universe 7 (Ace Books)                                          | [ 15 ] |
| 1979 | Charles L. Grant*       | "A Glow of Candles, a Unicorn's Eye"                                               | Graven Images (Thomas Nelson)                                   | [ 16 ] |
| 1979 | Orson Scott Card        | "Mikal's Songbird"                                                                 | Analog Science Fact & Fiction                                   | [ 16 ] |
| 1979 | Dean Ing                | "Devil You Don't Know"                                                             | Analog Science Fact & Fiction                                   | [ 16 ] |
| 1980 | George R. R. Martin*    | "Sandkings"                                                                        | Omni                                                            | [ 17 ] |
| 1980 | Poul Anderson           | "The Ways of Love"                                                                 | Destinies                                                       | [ 17 ] |
| 1980 | Jack Dann               | "Camps"                                                                            | The Magazine of Fantasy & Science Fiction                       | [ 17 ] |
| 1980 | Ursula K. Le Guin       | "The Pathways of Desire"                                                           | New Dimensions 9 (Harper & Row)                                 | [ 17 ] |
| 1980 | Michael Shea            | "The Angel of Death"                                                               | The Magazine of Fantasy & Science Fiction                       | [ 17 ] |
| 1980 | John Varley             | "Options"                                                                          | Universe 9 (Doubleday)                                          | [ 17 ] |
| 1981 | Howard Waldrop*         | "The Ugly Chickens"                                                                | Universe 10 (Doubleday)                                         | [ 18 ] |
| 1981 | Edward Bryant           | "Strata"                                                                           | The Magazine of Fantasy & Science Fiction                       | [ 18 ] |
| 1981 | Stephen King            | "The Way Station"                                                                  | The Magazine of Fantasy & Science Fiction                       | [ 18 ] |
| 1981 | Michael Swanwick        | "The Feast of Saint Janis"                                                         | New Dimensions 11 (Pocket Books)                                | [ 18 ] |
| 1981 | Michael Swanwick        | "Ginungagap"                                                                       | TriQuarterly                                                    | [ 18 ] |
| 1981 | John Varley             | "Beatnik Bayou"                                                                    | New Voices 3 (Berkley Books)                                    | [ 18 ] |
| 1982 | Michael Bishop*         | "The Quickening"                                                                   | Universe 11 (Doubleday)                                         | [ 19 ] |
| 1982 | Mildred Downey Broxon   | "Sea Changeling"                                                                   | Asimov's Science Fiction                                        | [ 19 ] |
| 1982 | Edward Bryant           | "The Thermals of August"                                                           | The Magazine of Fantasy & Science Fiction                       | [ 19 ] |
| 1982 | Parke Godwin            | "The Fire When It Comes"                                                           | The Magazine of Fantasy & Science Fiction                       | [ 19 ] |
| 1982 | Michael Swanwick        | "Mummer Kiss"                                                                      | Universe 11 (Doubleday)                                         | [ 19 ] |
| 1982 | James Tiptree, Jr.      | "Lirios: A Tale of the Quintana Roo"                                               | Asimov's Science Fiction                                        | [ 19 ] |
| 1983 | Connie Willis*          | "Fire Watch"                                                                       | Asimov's Science Fiction                                        | [ 20 ] |
| 1983 | J. G. Ballard           | "Myths of the Near Future"                                                         | The Magazine of Fantasy & Science Fiction                       | [ 20 ] |
| 1983 | Thomas M. Disch         | "Understanding Human Behavior"                                                     | The Magazine of Fantasy & Science Fiction                       | [ 20 ] |
| 1983 | William Gibson          | "Burning Chrome"                                                                   | Omni                                                            | [ 20 ] |
| 1983 | Joanna Russ             | "The Mystery of the Young Gentleman"                                               | Speculations (Houghton Mifflin)                                 | [ 20 ] |
| 1983 | Bruce Sterling          | "Swarm"                                                                            | The Magazine of Fantasy & Science Fiction                       | [ 20 ] |
| 1984 | Greg Bear*              | "Blood Music"                                                                      | Analog Science Fact & Fiction                                   | [ 21 ] |
| 1984 | Jack Dann               | "Blind Shemmy"                                                                     | Omni                                                            | [ 21 ] |
| 1984 | George R. R. Martin     | "The Monkey Treatment"                                                             | The Magazine of Fantasy & Science Fiction                       | [ 21 ] |
| 1984 | Kim Stanley Robinson    | "Black Air"                                                                        | The Magazine of Fantasy & Science Fiction                       | [ 21 ] |
| 1984 | Bruce Sterling          | "Cicada Queen"                                                                     | Universe 13 (Doubleday)                                         | [ 21 ] |
| 1984 | Ian Watson              | "Slow Birds"                                                                       | The Magazine of Fantasy & Science Fiction                       | [ 21 ] |
| 1984 | Connie Willis           | "The Sidon in the Mirror"                                                          | Asimov's Science Fiction                                        | [ 21 ] |
| 1985 | Octavia E. Butler*      | "Bloodchild"                                                                       | Asimov's Science Fiction                                        | [ 22 ] |
| 1985 | Jack Dann               | "Bad Medicine"                                                                     | Asimov's Science Fiction                                        | [ 22 ] |
| 1985 | James Patrick Kelly     | "Saint Theresa of the Aliens"                                                      | Asimov's Science Fiction                                        | [ 22 ] |
| 1985 | Kim Stanley Robinson    | "The Lucky Strike"                                                                 | Universe 14 (Doubleday)                                         | [ 22 ] |
| 1985 | Lucius Shepard          | "The Man Who Painted the Dragon Griaule"                                           | The Magazine of Fantasy & Science Fiction                       | [ 22 ] |
| 1985 | Michael Swanwick        | "Trojan Horse"                                                                     | Omni                                                            | [ 22 ] |
| 1986 | George R. R. Martin*    | "Portraits of His Children"                                                        | Asimov's Science Fiction                                        | [ 23 ] |
| 1986 | Michael Bishop          | "A Gift from the GrayLanders"                                                      | Asimov's Science Fiction                                        | [ 23 ] |
| 1986 | Orson Scott Card        | "The Fringe"                                                                       | The Magazine of Fantasy & Science Fiction                       | [ 23 ] |
| 1986 | Harlan Ellison          | "Paladin of the Lost Hour"                                                         | Universe 15 (Doubleday)                                         | [ 23 ] |
| 1986 | Michael Swanwick        | "Dogfight"                                                                         | Omni                                                            | [ 23 ] |
| 1986 | William Gibson          | "Dogfight"                                                                         | Omni                                                            | [ 23 ] |
| 1986 | Lucius Shepard          | "The Jaguar Hunter"                                                                | The Magazine of Fantasy & Science Fiction                       | [ 23 ] |
| 1986 | S. C. Sykes             | "Rockabye Baby"                                                                    | Analog Science Fact & Fiction                                   | [ 23 ] |
| 1987 | Kate Wilhelm*           | "The Girl Who Fell into the Sky"                                                   | Asimov's Science Fiction                                        | [ 24 ] |
| 1987 | Orson Scott Card        | "Hatrack River"                                                                    | Asimov's Science Fiction                                        | [ 24 ] |
| 1987 | Suzy McKee Charnas      | "Listening to Brahms"                                                              | Omni                                                            | [ 24 ] |
| 1987 | William Gibson          | "The Winter Market"                                                                | Stardate                                                        | [ 24 ] |
| 1987 | Judith Moffett          | "Surviving"                                                                        | The Magazine of Fantasy & Science Fiction                       | [ 24 ] |
| 1987 | Lucius Shepard          | "Aymara"                                                                           | Asimov's Science Fiction                                        | [ 24 ] |
| 1987 | Roger Zelazny           | "Permafrost"                                                                       | Omni                                                            | [ 24 ] |
| 1988 | Pat Murphy*             | "Rachel in Love"                                                                   | Asimov's Science Fiction                                        | [ 25 ] |
| 1988 | Octavia E. Butler       | "The Evening and the Morning and the Night"                                        | Omni                                                            | [ 25 ] |
| 1988 | Ursula K. Le Guin       | "Buffalo Gals, Won't You Come Out Tonight"                                         | Fantasy & Science Fiction                                       | [ 25 ] |
| 1988 | Bruce McAllister        | "Dream Baby"                                                                       | Asimov's Science Fiction                                        | [ 25 ] |
| 1988 | Bruce Sterling          | "Flowers of Edo"                                                                   | Asimov's Science Fiction                                        | [ 25 ] |
| 1988 | Connie Willis           | "Schwarzschild Radius"                                                             | The Universe (Bantam Spectra)                                   | [ 25 ] |
| 1989 | George Alec Effinger*   | "Schrödinger's Kitten"                                                             | Omni                                                            | [ 26 ] |
| 1989 | Neal Barrett, Jr.       | "Ginny Sweethips' Flying Circus"                                                   | Asimov's Science Fiction                                        | [ 26 ] |
| 1989 | Steven Gould            | "Peaches for Mad Molly"                                                            | Analog Science Fact & Fiction                                   | [ 26 ] |
| 1989 | Ian McDonald            | "Unfinished Portrait of the King of Pain by Van Gogh"                              | Empire Dreams (Bantam Spectra)                                  | [ 26 ] |
| 1989 | Judith Moffett          | "The Hob"                                                                          | Asimov's Science Fiction                                        | [ 26 ] |
| 1989 | Mike Resnick            | "Kirinyaga"                                                                        | Fantasy & Science Fiction                                       | [ 26 ] |
| 1989 | Howard Waldrop          | "Do Ya, Do Ya, Wanna Dance?"                                                       | Asimov's Science Fiction                                        | [ 26 ] |
| 1990 | Connie Willis*          | "At the Rialto"                                                                    | Omni                                                            | [ 27 ] |
| 1990 | Greg Bear               | "Sisters"                                                                          | Tangents (Warner Books)                                         | [ 27 ] |
| 1990 | Megan Lindholm          | "Silver Lady and the Fortyish Man"                                                 | Asimov's Science Fiction                                        | [ 27 ] |
| 1990 | Mike Resnick            | "For I Have Touched the Sky"                                                       | Fantasy & Science Fiction                                       | [ 27 ] |
| 1990 | Kristine Kathryn Rusch  | "Fast Cars"                                                                        | Asimov's Science Fiction                                        | [ 27 ] |
| 1990 | Robert Silverberg       | "Enter a Soldier. Later: Enter Another"                                            | Asimov's Science Fiction                                        | [ 27 ] |
| 1991 | Ted Chiang*             | "Tower of Babylon"                                                                 | Omni                                                            | [ 28 ] |
| 1991 | Dafydd ab Hugh          | "The Coon Rolled Down and Ruptured His Larinks, A Squeezed Novel by Mr. Skunk"     | Asimov's Science Fiction                                        | [ 28 ] |
| 1991 | Ursula K. Le Guin       | "The Shobies' Story"                                                               | Universe 1 (Doubleday)                                          | [ 28 ] |
| 1991 | Ian R. MacLeod          | "1/72nd Scale"                                                                     | Weird Tales                                                     | [ 28 ] |
| 1991 | Mike Resnick            | "The Manamouki"                                                                    | Asimov's Science Fiction                                        | [ 28 ] |
| 1991 | Kristine Kathryn Rusch  | "A Time for Every Purpose"                                                         | Amazing Stories                                                 | [ 28 ] |
| 1991 | Susan Shwartz           | "Loose Cannon"                                                                     | What Might Have Been? Vol. 2: Alternate Heroes (Bantam Spectra) | [ 28 ] |
| 1991 | Martha Soukup           | "Over the Long Haul"                                                               | Amazing Stories                                                 | [ 28 ] |
| 1992 | Michael Conner*         | "Guide Dog"                                                                        | Fantasy & Science Fiction                                       | [ 29 ] |
| 1992 | Ray Aldridge            | "Gate of Faces"                                                                    | Fantasy & Science Fiction                                       | [ 29 ] |
| 1992 | Karen Joy Fowler        | "Black Glass"                                                                      | Full Spectrum 3 (Doubleday)                                     | [ 29 ] |
| 1992 | Lucius Shepard          | "The All-Consuming"                                                                | Playboy                                                         | [ 29 ] |
| 1992 | Robert Frazier          | "The All-Consuming"                                                                | Playboy                                                         | [ 29 ] |
| 1992 | James Patrick Kelly     | "Standing In Line with Mister Jimmy"                                               | Asimov's Science Fiction                                        | [ 29 ] |
| 1992 | Jonathan Lethem         | "The Happy Man"                                                                    | Asimov's Science Fiction                                        | [ 29 ] |
| 1992 | Susan Shwartz           | "Getting Real"                                                                     | Newer York (New American Library)                               | [ 29 ] |
| 1993 | Pamela Sargent*         | "Danny Goes to Mars"                                                               | Asimov's Science Fiction                                        | [ 30 ] |
| 1993 | Gregory Benford         | "Matter's End"                                                                     | Full Spectrum 3 (Doubleday)                                     | [ 30 ] |
| 1993 | S. N. Dyer              | "The July Ward"                                                                    | Asimov's Science Fiction                                        | [ 30 ] |
| 1993 | Carolyn Ives Gilman     | "The Honeycrafters"                                                                | Fantasy & Science Fiction                                       | [ 30 ] |
| 1993 | Susan Shwartz           | "Suppose They Gave a Peace..."                                                     | Alternate Presidents (Tor Books)                                | [ 30 ] |
| 1993 | Walter Jon Williams     | "Prayers on the Wind"                                                              | When the Music's Over (Bantam Spectra)                          | [ 30 ] |
| 1994 | Charles Sheffield*      | "Georgia on My Mind"                                                               | Analog Science Fiction and Fact                                 | [ 31 ] |
| 1994 | Terry Bisson            | "England Underway"                                                                 | Omni                                                            | [ 31 ] |
| 1994 | Janet Kagan             | "The Nutcracker Coup"                                                              | Asimov's Science Fiction                                        | [ 31 ] |
| 1994 | John Kessel             | "The Franchise"                                                                    | Asimov's Science Fiction                                        | [ 31 ] |
| 1994 | Martha Soukup           | "Things Not Seen"                                                                  | Analog Science Fiction and Fact                                 | [ 31 ] |
| 1994 | Connie Willis           | "Death on the Nile"                                                                | Asimov's Science Fiction                                        | [ 31 ] |
| 1995 | David Gerrold*          | "The Martian Child"                                                                | Fantasy & Science Fiction                                       | [ 32 ] |
| 1995 | Terry Bisson            | "Necronauts"                                                                       | Playboy                                                         | [ 32 ] |
| 1995 | Nina Kiriki Hoffman     | "The Skeleton Key"                                                                 | Fantasy & Science Fiction                                       | [ 32 ] |
| 1995 | Geoffrey A. Landis      | "The Singular Habits of Wasps"                                                     | Analog Science Fiction and Fact                                 | [ 32 ] |
| 1995 | Ursula K. Le Guin       | "The Matter of Seggri"                                                             | Crank!                                                          | [ 32 ] |
| 1995 | Maureen F. McHugh       | "Nekropolis"                                                                       | Asimov's Science Fiction                                        | [ 32 ] |
| 1996 | Ursula K. Le Guin*      | "Solitude"                                                                         | Fantasy & Science Fiction                                       | [ 33 ] |
| 1996 | Dale Bailey             | "The Resurrection Man's Legacy"                                                    | Fantasy & Science Fiction                                       | [ 33 ] |
| 1996 | Michael G. Coney        | "Tea and Hamsters"                                                                 | Fantasy & Science Fiction                                       | [ 33 ] |
| 1996 | Esther M. Friesner      | "Jesus at the Bat"                                                                 | Fantasy & Science Fiction                                       | [ 33 ] |
| 1996 | Nina Kiriki Hoffman     | "Home for Christmas"                                                               | Fantasy & Science Fiction                                       | [ 33 ] |
| 1996 | James Patrick Kelly     | "Think Like a Dinosaur"                                                            | Asimov's Science Fiction                                        | [ 33 ] |
| 1996 | Mike Resnick            | "When the Old Gods Die"                                                            | Asimov's Science Fiction                                        | [ 33 ] |
| 1997 | Bruce Holland Rogers*   | "Lifeboat on a Burning Sea"                                                        | Fantasy & Science Fiction                                       | [ 34 ] |
| 1997 | John M. Ford            | "Erase/Record/Play"                                                                | Starlight 1 (Tor Books)                                         | [ 34 ] |
| 1997 | George Guthridge        | "Mirror of Lop Nor"                                                                | Peter S. Beagle's Immortal Unicorn (HarperPrism)                | [ 34 ] |
| 1997 | Paul Levinson           | "The Chronology Protection Case"                                                   | Analog Science Fiction and Fact                                 | [ 34 ] |
| 1997 | Harry Turtledove        | "Must and Shall"                                                                   | Asimov's Science Fiction                                        | [ 34 ] |
| 1997 | Robert Charles Wilson   | "The Perseids"                                                                     | Realms of Fantasy                                               | [ 34 ] |
| 1997 | Dave Wolverton          | "After a Lean Winter"                                                              | Fantasy & Science Fiction                                       | [ 34 ] |
| 1998 | Nancy Kress*            | "The Flowers of Aulit Prison"                                                      | Asimov's Science Fiction                                        | [ 35 ] |
| 1998 | Eleanor Arnason         | "The Dog's Story"                                                                  | Asimov's Science Fiction                                        | [ 35 ] |
| 1998 | James Alan Gardner      | "Three Hearings on the Existence of Snakes in the Human Bloodstream"               | Asimov's Science Fiction                                        | [ 35 ] |
| 1998 | Bill Johnson            | "We Will Drink a Fish Together..."                                                 | Asimov's Science Fiction                                        | [ 35 ] |
| 1998 | John Kessel             | "The Miracle of Ivar Avenue"                                                       | Asimov's Science Fiction                                        | [ 35 ] |
| 1998 | Paul Levinson           | "The Copyright Notice Case"                                                        | Analog Science Fiction and Fact                                 | [ 35 ] |
| 1998 | William Sanders         | "The Undiscovered"                                                                 | Asimov's Science Fiction                                        | [ 35 ] |
| 1999 | Jane Yolen*             | "Lost Girls"                                                                       | Realms of Fantasy                                               | [ 36 ] |
| 1999 | Gregory Feeley          | "The Truest Chill"                                                                 | Science Fiction Age                                             | [ 36 ] |
| 1999 | Ellen Klages            | "Time Gypsy"                                                                       | Bending the Landscape: Science Fiction (The Overlook Press)     | [ 36 ] |
| 1999 | Mark J. McGarry         | "The Mercy Gate"                                                                   | Fantasy & Science Fiction                                       | [ 36 ] |
| 1999 | Kristine Kathryn Rusch  | "Echea"                                                                            | Asimov's Science Fiction                                        | [ 36 ] |
| 1999 | Walter Jon Williams     | "Lethe"                                                                            | Asimov's Science Fiction                                        | [ 36 ] |
| 2000 | Mary A. Turzillo*       | "Mars Is No Place for Children"                                                    | Science Fiction Age                                             | [ 37 ] |
| 2000 | Phyllis Eisenstein      | "The Island in the Lake"                                                           | Fantasy & Science Fiction                                       | [ 37 ] |
| 2000 | Esther M. Friesner      | "How to Make Unicorn Pie"                                                          | Fantasy & Science Fiction                                       | [ 37 ] |
| 2000 | Brian A. Hopkins        | "Five Days in April"                                                               | Chiaroscuro                                                     | [ 37 ] |
| 2000 | Stanley Schmidt         | "Good Intentions"                                                                  | Fantasy & Science Fiction                                       | [ 37 ] |
| 2000 | Jack McDevitt           | "Good Intentions"                                                                  | Fantasy & Science Fiction                                       | [ 37 ] |
| 2000 | Bruce Sterling          | "Taklamakan"                                                                       | Asimov's Science Fiction                                        | [ 37 ] |
| 2001 | Walter Jon Williams*    | "Daddy's World"                                                                    | Not of Woman Born (New American Library)                        | [ 38 ] |
| 2001 | Eleanor Arnason         | "Stellar Harvest"                                                                  | Asimov's Science Fiction                                        | [ 38 ] |
| 2001 | Gardner Dozois          | "A Knight of Ghosts and Shadows"                                                   | Asimov's Science Fiction                                        | [ 38 ] |
| 2001 | Greer Ilene Gilman      | "Jack Daw's Pack"                                                                  | Century                                                         | [ 38 ] |
| 2001 | Mike Moscoe             | "A Day's Work on the Moon"                                                         | Analog Science Fiction and Fact                                 | [ 38 ] |
| 2001 | Bruce Holland Rogers    | "How the Highland People Came to Be"                                               | Realms of Fantasy                                               | [ 38 ] |
| 2001 | Stanley Schmidt         | "Generation Gap"                                                                   | Artemis                                                         | [ 38 ] |
| 2002 | Kelly Link*             | "Louise's Ghost"                                                                   | Stranger Things Happen (Small Beer Press)                       | [ 39 ] |
| 2002 | Amy Sterling Casil      | "To Kiss the Star"                                                                 | Fantasy & Science Fiction                                       | [ 39 ] |
| 2002 | Andy Duncan             | "The Pottawatomie Giant"                                                           | Sci Fiction                                                     | [ 39 ] |
| 2002 | James Patrick Kelly     | "Undone"                                                                           | Asimov's Science Fiction                                        | [ 39 ] |
| 2002 | James Morrow            | "Auspicious Eggs"                                                                  | Fantasy & Science Fiction                                       | [ 39 ] |
| 2002 | William Shunn           | "Dance of the Yellow-Breasted Luddites"                                            | Vanishing Acts (Tor Books)                                      | [ 39 ] |
| 2003 | Ted Chiang*             | "Hell Is the Absence of God"                                                       | Starlight 3 (Tor Books)                                         | [ 40 ] |
| 2003 | M. Shayne Bell          | "The Pagodas of Ciboure"                                                           | The Green Man: Tales From the Mythic Forest (Viking Press)      | [ 40 ] |
| 2003 | Richard Bowes           | "The Ferryman's Wife"                                                              | Fantasy & Science Fiction                                       | [ 40 ] |
| 2003 | Gregory Frost           | "Madonna of the Maquiladora"                                                       | Asimov's Science Fiction                                        | [ 40 ] |
| 2003 | Allen Steele            | "The Days Between"                                                                 | Asimov's Science Fiction                                        | [ 40 ] |
| 2003 | Charles Stross          | "Lobsters"                                                                         | Asimov's Science Fiction                                        | [ 40 ] |
| 2004 | Jeffrey Ford*           | "The Empire of Ice Cream"                                                          | Sci Fiction                                                     | [ 41 ] |
| 2004 | Richard Bowes           | "The Mask of the Rex"                                                              | Fantasy & Science Fiction                                       | [ 41 ] |
| 2004 | Adam-Troy Castro        | "Of a Sweet Slow Dance in the Wake of Temporary Dogs"                              | Imaginings: An Anthology of Long Short Fiction (Pocket Books)   | [ 41 ] |
| 2004 | Cory Doctorow           | "0wnz0red"                                                                         | Salon                                                           | [ 41 ] |
| 2004 | Ray Vukcevich           | "The Wages of Syntax"                                                              | Sci Fiction                                                     | [ 41 ] |
| 2005 | Ellen Klages*           | "Basement Magic"                                                                   | Fantasy & Science Fiction                                       | [ 42 ] |
| 2005 | Andy Duncan             | "Zora and the Zombie"                                                              | Sci Fiction                                                     | [ 42 ] |
| 2005 | Christopher Rowe        | "The Voluntary State"                                                              | Sci Fiction                                                     | [ 42 ] |
| 2005 | William Sanders         | "Dry Bones"                                                                        | Asimov's Science Fiction                                        | [ 42 ] |
| 2005 | Lois Tilton             | "The Gladiator's War: A Dialogue"                                                  | Asimov's Science Fiction                                        | [ 42 ] |
| 2006 | Kelly Link*             | "The Faery Handbag"                                                                | The Faery Reel: Tales from the Twilight Realm (Viking Press)    | [ 43 ] |
| 2006 | Daniel Abraham          | "Flat Diane"                                                                       | Fantasy & Science Fiction                                       | [ 43 ] |
| 2006 | James Patrick Kelly     | "Men Are Trouble"                                                                  | Asimov's Science Fiction                                        | [ 43 ] |
| 2006 | Eileen Gunn             | "Nirvana High"                                                                     | Stable Strategies and Others (Tachyon Publications)             | [ 43 ] |
| 2006 | Leslie What             | "Nirvana High"                                                                     | Stable Strategies and Others (Tachyon Publications)             | [ 43 ] |
| 2006 | Paolo Bacigalupi        | "The People of Sand and Slag"                                                      | Fantasy & Science Fiction                                       | [ 43 ] |
| 2007 | Peter S. Beagle*        | "Two Hearts"                                                                       | Fantasy & Science Fiction                                       | [ 44 ] |
| 2007 | Christopher Barzak      | "The Language of Moths"                                                            | Realms of Fantasy                                               | [ 44 ] |
| 2007 | Delia Sherman           | "Walpurgis Afternoon"                                                              | Fantasy & Science Fiction                                       | [ 44 ] |
| 2007 | M. Rickert              | "Journey into the Kingdom"                                                         | Fantasy & Science Fiction                                       | [ 44 ] |
| 2007 | Vonda N. McIntyre       | "Little Faces"                                                                     | Sci Fiction                                                     | [ 44 ] |
| 2008 | Ted Chiang*             | "The Merchant and the Alchemist's Gate"                                            | Fantasy & Science Fiction                                       | [ 45 ] |
| 2008 | Robin Wayne Bailey      | "The Children's Crusade"                                                           | Heroes in Training (DAW Books)                                  | [ 45 ] |
| 2008 | Terry Bramlett          | "Child, Maiden, Woman, Crone"                                                      | Jim Baen's Universe                                             | [ 45 ] |
| 2008 | Kij Johnson             | "The Evolution of Trickster Stories Among the Dogs of North Park After the Change" | The Coyote Road: Trickster Tales (Viking Press)                 | [ 45 ] |
| 2008 | Nancy Kress             | "Safeguard"                                                                        | Asimov's Science Fiction                                        | [ 45 ] |
| 2008 | Delia Sherman           | "The Fiddler of Bayou Teche"                                                       | The Coyote Road: Trickster Tales (Viking Press)                 | [ 45 ] |
| 2008 | Geoff Ryman             | "Pol Pot's Beautiful Daughter (Fantasy)"                                           | Fantasy & Science Fiction                                       | [ 45 ] |
| 2009 | John Kessel*            | "Pride and Prometheus"                                                             | Fantasy & Science Fiction                                       | [ 46 ] |
| 2009 | Richard Bowes           | "If Angels Fight"                                                                  | Fantasy & Science Fiction                                       | [ 46 ] |
| 2009 | James Alan Gardner      | "The Ray-Gun: A Love Story"                                                        | Asimov's Science Fiction                                        | [ 46 ] |
| 2009 | Lisa Goldstein          | "Dark Rooms"                                                                       | Asimov's Science Fiction                                        | [ 46 ] |
| 2009 | Mary Rosenblum          | "Night Wind"                                                                       | Lace and Blade (Leda)                                           | [ 46 ] |
| 2009 | Johanna Sinisalo        | "Baby Doll"                                                                        | The SFWA European Hall of Fame (Tor Books)                      | [ 46 ] |
| 2009 | K. D. Wentworth         | "Kaleidoscope"                                                                     | Fantasy & Science Fiction                                       | [ 46 ] |
| 2010 | Eugie Foster*           | "Sinner, Baker, Fabulist, Priest; Red Mask, Black Mask, Gentleman, Beast"          | Interzone                                                       | [ 47 ] |
| 2010 | Paolo Bacigalupi        | "The Gambler"                                                                      | Fast Forward 2 (Pyr)                                            | [ 47 ] |
| 2010 | Michael Bishop          | "Vinegar Peace, or the Wrong-Way Used-Adult Orphanage"                             | Asimov's Science Fiction                                        | [ 47 ] |
| 2010 | Richard Bowes           | "I Needs Must Part, the Policeman Said"                                            | Fantasy & Science Fiction                                       | [ 47 ] |
| 2010 | Ted Kosmatka            | "Divining Light"                                                                   | Asimov's Science Fiction                                        | [ 47 ] |
| 2010 | Rachel Swirsky          | "A Memory of Wind"                                                                 | Tor.com                                                         | [ 47 ] |
| 2011 | Eric James Stone*       | "That Leviathan, Whom Thou Hast Made"                                              | Analog Science Fiction and Fact                                 | [ 48 ] |
| 2011 | Christopher Barzak      | "Map of Seventeen"                                                                 | The Beastly Bride (Viking Press)                                | [ 48 ] |
| 2011 | Aliette de Bodard       | "The Jaguar House, in Shadow"                                                      | Asimov's Science Fiction                                        | [ 48 ] |
| 2011 | Christopher Kastensmidt | "The Fortuitous Meeting of Gerard van Oost and Oludara"                            | Realms of Fantasy                                               | [ 48 ] |
| 2011 | James Patrick Kelly     | "Plus or Minus"                                                                    | Asimov's Science Fiction                                        | [ 48 ] |
| 2011 | Shweta Narayan          | "Pishaach"                                                                         | The Beastly Bride (Viking Press)                                | [ 48 ] |
| 2011 | Caroline M. Yoachim     | "Stone Wall Truth"                                                                 | Asimov's Science Fiction                                        | [ 48 ] |
| 2012 | Geoff Ryman*            | "What We Found"                                                                    | Fantasy & Science Fiction                                       | [ 49 ] |
| 2012 | Rachel Swirsky          | "Fields of Gold"                                                                   | Eclipse 4 (Night Shade Books)                                   | [ 49 ] |
| 2012 | Brad R. Torgersen       | "Ray of Light"                                                                     | Analog Science Fiction and Fact                                 | [ 49 ] |
| 2012 | Ferrett Steinmetz       | "Sauerkraut Station"                                                               | Giganotosaurus                                                  | [ 49 ] |
| 2012 | Charlie Jane Anders     | "Six Months, Three Days"                                                           | Tor.com                                                         | [ 49 ] |
| 2012 | Katherine Sparrow       | "The Migratory Pattern of Dancers"                                                 | Giganotosaurus                                                  | [ 49 ] |
| 2012 | Jake Kerr               | "The Old Equations"                                                                | Lightspeed                                                      | [ 49 ] |
| 2013 | Andy Duncan*            | "Close Encounters"                                                                 | The Pottawatomie Giant & Other Stories (PS Publishing)          | [ 50 ] |
| 2013 | Catherine Asaro         | "The Pyre of New Day"                                                              | The Mammoth Books of SF Wars (Robinson)                         | [ 50 ] |
| 2013 | Ken Liu                 | "The Waves"                                                                        | Asimov's Science Fiction                                        | [ 50 ] |
| 2013 | Lee Mandelo             | "The Finite Canvas"                                                                | Tor.com                                                         | [ 50 ] |
| 2013 | Meghan McCarron         | "Swift, Brutal Retaliation"                                                        | Tor.com                                                         | [ 50 ] |
| 2013 | Rachel Swirsky          | "Portrait of Lisane da Patagnia"                                                   | Tor.com                                                         | [ 50 ] |
| 2013 | Catherynne M. Valente   | "Fade to White"                                                                    | Clarkesworld Magazine                                           | [ 50 ] |
| 2014 | Aliette de Bodard*      | "The Waiting Stars"                                                                | The Other Half of the Sky (Candlemark & Gleam)                  | [ 51 ] |
| 2014 | Christopher Barzak      | "Paranormal Romance"                                                               | Lightspeed                                                      | [ 51 ] |
| 2014 | Alaya Dawn Johnson      | "They Shall Salt the Earth with Seeds of Glass"                                    | Asimov's Science Fiction                                        | [ 51 ] |
| 2014 | Henry Lien              | "Pearl Rehabilitative Colony for Ungrateful Daughters"                             | Asimov's Science Fiction                                        | [ 51 ] |
| 2014 | Ken Liu                 | "The Litigation Master and the Monkey King"                                        | Lightspeed                                                      | [ 51 ] |
| 2014 | Sarah Pinsker           | "In Joy, Knowing the Abyss Behind"                                                 | Strange Horizons                                                | [ 51 ] |
| 2015 | Alaya Dawn Johnson*     | "A Guide to the Fruits of Hawai'i"                                                 | Fantasy & Science Fiction                                       | [ 52 ] |
| 2015 | Richard Bowes           | "Sleep Walking Now and Then"                                                       | Tor.com                                                         | [ 52 ] |
| 2015 | Tom Crosshill           | "The Magician and Laplace's Demon"                                                 | Clarkesworld Magazine                                           | [ 52 ] |
| 2015 | Carmen Maria Machado    | "The Husband Stitch"                                                               | Granta                                                          | [ 52 ] |
| 2015 | Sam J. Miller           | "We Are the Cloud"                                                                 | Lightspeed                                                      | [ 52 ] |
| 2015 | Kai Ashante Wilson      | "The Devil in America"                                                             | Tor.com                                                         | [ 52 ] |
| 2016 | Sarah Pinsker*          | "Our Lady of the Open Road"                                                        | Asimov's Science Fiction                                        | [ 53 ] |
| 2016 | Brooke Bolander         | "And You Shall Know Her by the Trail of Dead"                                      | Lightspeed                                                      | [ 53 ] |
| 2016 | Tamsyn Muir             | "The Deepwater Bride"                                                              | Fantasy & Science Fiction                                       | [ 53 ] |
| 2016 | Rose Lemberg            | "Grandmother-nai-Laylit's Cloth of Winds"                                          | Beneath Ceaseless Skies                                         | [ 53 ] |
| 2016 | Henry Lien              | "The Ladies' Aquatic Gardening Society"                                            | Asimov's Science Fiction                                        | [ 53 ] |
| 2016 | Michael Bishop          | "Rattlesnakes and Men"                                                             | Asimov's Science Fiction                                        | [ 53 ] |
| 2017 | William Ledbetter*      | "The Long Fall Up"                                                                 | Fantasy & Science Fiction                                       | [ 54 ] |
| 2017 | Sarah Pinsker           | "Sooner or Later Everything Falls Into the Sea"                                    | Lightspeed                                                      | [ 54 ] |
| 2017 | Jason Sanford           | "Blood Grains Speak Through Memories"                                              | Beneath Ceaseless Skies                                         | [ 54 ] |
| 2017 | Bonnie Jo Stufflebeam   | "The Orangery"                                                                     | Beneath Ceaseless Skies                                         | [ 54 ] |
| 2017 | Fran Wilde              | The Jewel and Her Lapidary                                                         | Tor.com Publishing                                              | [ 54 ] |
| 2017 | Alyssa Wong             | "You'll Surely Drown Here If You Stay"                                             | Uncanny Magazine                                                | [ 54 ] |
| 2018 | Kelly Robson*           | "A Human Stain"                                                                    | Tor.com                                                         | [ 55 ] |
| 2018 | Richard Bowes           | "Dirty Old Town"                                                                   | Fantasy & Science Fiction                                       | [ 55 ] |
| 2018 | Jonathan P. Brazee      | "Weaponized Math"                                                                  | The Expanding Universe, Volume 3 (LMBPN Publishing)             | [ 55 ] |
| 2018 | Sarah Pinsker           | "Wind Will Rove"                                                                   | Asimov's Science Fiction                                        | [ 55 ] |
| 2018 | Vina Jie-Min Prasad     | "A Series of Steaks"                                                               | Clarkesworld Magazine                                           | [ 55 ] |
| 2018 | K. M. Szpara            | "Small Changes Over Long Periods of Time"                                          | Uncanny Magazine                                                | [ 55 ] |
| 2019 | Brooke Bolander*        | The Only Harmless Great Thing                                                      | Tor.com Publishing                                              | [ 56 ] |
| 2019 | Andy Duncan             | "An Agent of Utopia"                                                               | An Agent of Utopia (Small Beer Press)                           | [ 56 ] |
| 2019 | Tina Connolly           | "The Last Banquet of Temporal Confections"                                         | Tor.com                                                         | [ 56 ] |
| 2019 | Yudhanjaya Wijeratne    | "Messenger"                                                                        | The Expanding Universe, Volume 4 (LMBPN Publishing)             | [ 56 ] |
| 2019 | R. R. Virdi             | "Messenger"                                                                        | The Expanding Universe, Volume 4 (LMBPN Publishing)             | [ 56 ] |
| 2019 | Lawrence M. Schoen      | "The Rule of Three"                                                                | Future Science Fiction Digest                                   | [ 56 ] |
| 2019 | José Pablo Iriarte      | "The Substance of My Lives, the Accidents of Our Births"                           | Lightspeed                                                      | [ 56 ] |
| 2020 | Cat Rambo*              | Carpe Glitter                                                                      | Meerkat Press                                                   | [ 57 ] |
| 2020 | G. V. Anderson          | "A Strange Uncertain Light"                                                        | Fantasy & Science Fiction                                       | [ 57 ] |
| 2020 | Siobhan Carroll         | "For He Can Creep"                                                                 | Tor.com                                                         | [ 57 ] |
| 2020 | Mimi Mondal             | "His Footsteps, Through Darkness and Light"                                        | Tor.com                                                         | [ 57 ] |
| 2020 | Sarah Pinsker           | "The Blur in the Corner of Your Eye"                                               | Uncanny Magazine                                                | [ 57 ] |
| 2020 | Caroline M. Yoachim     | "The Archronology of Love"                                                         | Lightspeed                                                      | [ 57 ] |

## Legături externe
- http://www.sfwa.org/nebula-awards/ Site-ul oficial

## Vezi și
- Premiul Hugo pentru cea mai bună nuveletă
- 1966 în științifico-fantastic